# Angèle Dubos
Pour les articles homonymes, voir Dubos.
Angèle Dubos, née le 22 décembre 1844 à L'Aigle et morte le 26 novembre 1916 à Sainte-Gauburge-Sainte-Colombe (Orne), est une peintre française.

## Biographie

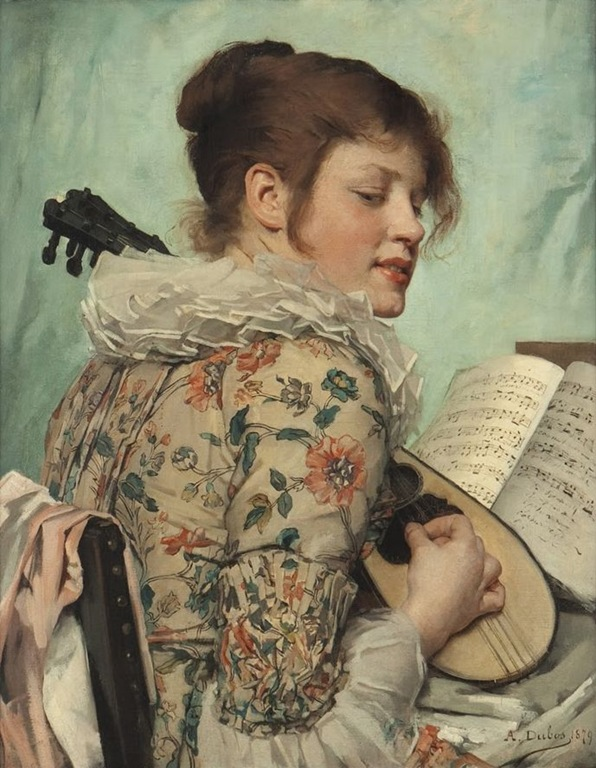
La chanson nouvelle, 1879, lieu inconnu.

Née Laure Constance Angèle Dubos en 1844 dans le département de l'Orne, elle apprend la peinture à Paris en tant qu'élève de Charles Chaplin. Dès ses débuts, la qualité de son travail attire l'attention. Ainsi quand elle expose La Prière au Salon de 1866, un chroniqueur de la revue Le Foyer dira « ... un talent s'annonçant d'une si naïve et si touchante manière, révélant de sérieuses et bonnes qualités, faisant fort bien augurer pour l'avenir artistique de Mlle Dubos. »
Elle est très active dans les expositions d'arts, parisiennes et régionales, de 1867 à 1884,. En 1873, elle gagne la médaille d'or lors d'une exposition à Caen avec son tableau Rolande. Le tableau est ensuite acheté par la commune pour son musée,. La technique de Dubos est reconnue et appréciée de ses pairs et des critiques. En 1876, un critique dira lors du Salon de 1876 où elle expose son tableau La Sultane : « Elle peint d'une manière aimable, avec de l'entrain, de la facilité et du moëlleux dans l’exécution ». En 1886, dans La Revue normande et parisienne, elle est citée comme l'une des meilleures élèves de Chaplin alors qu'elle expose son dessin Le Déjeûner de Mlle Rose.
Elle se marie tard, en juin 1901, à Pierre Louis Bourdon, directeur des Postes de Corrèze.
Sa peinture La chanson nouvelle, datée de 1879, a été incluse dans le livre Women Painters of the World de 1905.
Elle fut membre de l'Académie Normande et est morte le 26 novembre 1916 à Sainte-Gauburge-Sainte-Colombe (Orne),.

## Expositions
Sa toile Le Bonnet d'âne fait partie d'une exposition temporaire consacrée aux enfants dans l'art en 2018 au Musée Fournaise à Chatou.

### Dans les collections publiques
- Musée des Beaux-Arts de Caen, Caen
  - Rolande, 1873, tableau détruit[16] (musée bombardé en 1944)
- Musée d'art moderne André-Malraux, Le Havre
  - Le Bonnet d'âne, vers 1880-1885, restauré en 2018[15]